# ابتسام الصمادی
اِبتِسام اسماعیل الصَّمادی (۱۹۵۵) شاعر و دانشگاهی سوری است. او در جاسم، استان درعا متولد شد و دورهٔ ابتدایی و راهنمایی را در بیروت خواند و سپس برای تکمیل تحصیلات خود به سوریه رفت. او از دانشگاه دمشق، گروه انگلیسی فارغ‌التحصیل شد، سپس برای تکمیل تحصیلات تکمیلی به بیروت بازگشت. نوشتن را از سنین پایین شروع کرد. او از دانشگاهیان دانشگاه دمشق در گروه زبان و ادبیات انگلیسی است. وارد سیاست شد و عضو هشتمین دورهٔ مجلس خلق سوریه شد. او مجموعه‌های شعر منتشر کرده است و صاحب سالن فرهنگی «سه شنبه» است.

## زندگی و پیشه
ابتصام اسماعیل الصَّمادی در سال ۱۹۵۵ (یا در برخی منابع ۱۹۵۶) در جاسم، استان درعا، سوریه، از مادری لبنانی و پدری سوری به دنیا آمد. او تحصیلات ابتدایی و متوسطهٔ خود را در بیروت به پایان رساند، سپس مدرک لیسانس ادبیات انگلیسی را از دانشگاه دمشق گرفت و از سال ۱۹۸۶ در آنجا به تدریس زبان انگلیسی پرداخت.به تحصیل در رشتهٔ ادبیات انگلیسی ادامه داد و دارای مدرک دکترا از دانشگاه نیس فرانسه است. وی در دوران دانشجویی مسئولیت کمیتهٔ فرهنگی دستگاه‌های اجرایی را بر عهده داشت. او ده سال در دانشکدهٔ پزشکی بشری در دانشگاه دمشق سخنرانی کرد، شش سال نیز در دانشکدهٔ دندانپزشکی تدریس داشت، سپس در مؤسسه پزشکی به تدریس پرداخت و در دههٔ ۲۰۱۰ مدرس گروه ادبیات گروه زبان انگلیسی بود.
الصمادی به عنوان نمایندهٔ هشتمین دورهٔ مجلس خلق سوریه و عضو کمیتهٔ زنان اتحادیه بین‌المجالس وارد سیاست شد و در سال ۲۰۰۶ به عضویت کمیته زنان انتخاب شد.او به عنوان یک نمایندهٔ برجستهٔ مجلس ظاهر شد و ریاست «انجمن دوستی سوریه و هلند» را بر عهده گرفت و مسئولیت دفتر اروپا و مدیترانه را بر عهده داشت. او همچنین سرپرست ریاست دانشگاه دمشق (۱۹۸۱–۲۰۱۲)، عضو اتحادیهٔ نویسندگان عرب، صاحب سالن سه شنبه و عضو مجمع اندیشهٔ عرب در امان، اردن، است. الصمادی همچنین عضو اتحادیهٔ نویسندگان و روزنامه‌نگاران عرب در فرانسه، مؤسس و عضو هیئت امنای دانشگاه قاسیون سوریه و عضو افتخاری اتحادیهٔ نخبگان و دانشگاهیان عراق است. او مقالاتی در روزنامه‌های عربی می‌نویسد، به ویژه در روزنامهٔ قطری «الشرق»، ستونی به نام «توت شامی» دارد. الصمادی از حامیان انقلاب ۲۰۱۱ سوریه بود و در موضع‌گیری‌هایش، در کنار مردم سوریه و در برابر حکومت بشار اسد ایستاد.

## جوایز
او در مجامع و جشنواره‌های شعر عرب حضور برجسته ای دارد و در بیش از یک کشور عربی و گردهمایی ادبی از او تجلیل شده است. الصمادی برندهٔ جوایز ادبی عربی و سوری بسیاری شد و در نظرسنجی خبرگزاری شعر عرب برای سال ۲۰۰۸–۲۰۰۹ به عنوان یکی از سه شاعر برتر جهان عرب معرفی شد. از جمله جوایزی که برنده شده است:
- جایزهٔ عکاظ[۶]
- جایزهٔ سندیکای معلمان[۶]
- جایزهٔ عبدالرزاق عبدالواحد، ۲۰۲۱: نفر اول، برای قصیدهٔ «أللا أحد».[۷]
- جایزه تولیولا، ایتالیا، ۲۰۲۴: از گرفتن این جایزه به خاطر آنچه همبستگی ایتالیا با اسرائیل در جنگ غزه نامید، امتناع کرد.[۸]

## آثار
از او مجموعه‌های شعری منتشر شده است که عناوین عربی آن‌ها عبارت‌اند از:
- سفيرة فوق العادة: ۱۹۹۰.
- هي وانا وشؤون أُخر ۱۹۹۵.
- حبيبات الألماس: دست‌ننوشته
- ماسٌ لها: ۲۰۰۲.
- بكامل ياسمينها: ۲۰۰۵.
- حاسّة الشام: ۲۰۱۷.
- تعالَ نطير المدى: مجموعه شعری برای کودکان.
- والشوق شأنك: ۲۰۲۲.
- جاءنا طير الحمام: مجموعه شعری برای کودکان، ۲۰۲۲.

دیگر آثار
- النيل يشبه‌ها: مجموعه مقالات چاپ‌نشده